# Colbert Martins da Silva
Colbert Martins da Silva (Macajuba, 12 de novembro de 1928 — Feira de Santana, 7 de novembro de 1994) foi um dentista e político brasileiro, sendo prefeito de Feira de Santana por dois mandatos.

## Biografia
Político por vocação, o odontólogo de Macajuba formado pela Universidade Federal da Bahia (UFBA) chegou a exercer a profissão em Feira de Santana durante alguns anos. Mas a realização veio mesmo com a carreira pública. O grande líder do MDB (depois PMDB) foi secretário municipal no Governo de Francisco José Pinto dos Santos. A partir daí, viveu uma sucessão de vitórias: três mandatos de vereador, dois de deputado estadual e prefeito de Feira de Santana também por duas vezes, tornando-se referência pelo estilo popular de governar. A transferência da estrutura administrativa para bairros e distritos foi um dos pontos altos dos períodos em que administrou o Município. Dentre as suas realizações deixou o Planolar, destinado à construção de casas populares para pessoas de menor poder aquisitivo, e o asfaltamento da segunda pista da BR-324 (Rua Monsenhor Mário Pessoa), no trecho entre a Praça Jackson do Amaury e a Avenida Francisco Pinto, obra muito dispendiosa por causa das indenizações das casas particulares e comerciais, porém de extrema necessidade para melhorar o escoamento do trânsito e evitar acidentes. Outro grande marco foi a construção do Hospital Ignácia Pinto dos Santos – o Hospital da Mulher – no bairro Jardim Cruzeiro.